# Орменіш (комуна)
Орменіш (рум. Ormeniș) — комуна у повіті Брашов в Румунії. До складу комуни входить єдине село Орменіш.
Комуна розташована на відстані 179 км на північ від Бухареста, 39 км на північ від Брашова.

## Населення
За даними перепису населення 2002 року у комуні проживали 3416 осіб.
Національний склад населення комуни:
| Національність | Кількість осіб | Відсоток |
| -------------- | -------------- | -------- |
| цигани         | 1283           | 37,6%    |
| румуни         | 1264           | 37,0%    |
| угорці         | 863            | 25,3%    |
| німці          | 5              | 0,1%     |
| українці       | 1              | < 0,1%   |

Рідною мовою назвали:
| Мова       | Кількість осіб | Відсоток |
| ---------- | -------------- | -------- |
| румунська  | 2021           | 59,2%    |
| угорська   | 905            | 26,5%    |
| циганська  | 484            | 14,2%    |
| німецька   | 4              | 0,1%     |
| українська | 1              | < 0,1%   |
| російська  | 1              | < 0,1%   |

Склад населення комуни за віросповіданням:
| Релігія                                       | Кількість осіб | Відсоток |
| --------------------------------------------- | -------------- | -------- |
| православні                                   | 2098           | 61,4%    |
| унітарії                                      | 635            | 18,6%    |
| п'ятдесятники                                 | 370            | 10,8%    |
| римо-католики                                 | 116            | 3,4%     |
| бретрени                                      | 41             | 1,2%     |
| реформати                                     | 40             | 1,2%     |
| старообрядці                                  | 40             | 1,2%     |
| баптисти                                      | 21             | 0,6%     |
| лютерани (Синодально-пресвітеріанська церква) | 15             | 0,4%     |
| не релігійні                                  | 10             | 0,3%     |
| адвентисти                                    | 5              | 0,1%     |
| лютерани (Аугсбурзького сповідання)           | 4              | 0,1%     |